# زياد دويري
زياد دويري (مواليد 1963 في بيروت) هو مخرج وكاتب أفلام لبناني فرنسي، درس وعاش في لبنان وسافر للدراسة في الولايات المتحدة الأمريكية وعمره 20 عاماً. له عدة أفلام مشهورة منها «بيروت الغربية» و«الصدمة»، و«قضية رقم 23» وبعض المسسلسلات التلفزيونية.

## حياته
ولد زياد دويري في بيروت عام 1963، ونشأ إبان الحرب الأهلية، حيث صور أفلامه الشخصية بكاميرا 8 ملم. سافر وعمره عشرون عاما للدراسة في الولايات المتحدة الأمريكية، وتخرج عام 1986 من جامعة سان دييغو بشهادة في السينما. عمل كمساعد تصوير وكمصور في لوس انجليس من عام 1987 وحتى 1997 على عديد من الأفلام لمخرجين منها ثلاثة أفلام للمخرج كوينتن تارانتينو. في عام 1998 كتب زياد دويري وأخرج فيلمه الطويل الأول "بيروت الغربية"، والذي نال شهرة واسعة واعجاب النقاد وكثيرا من الجوائز في مهرجانات حول العالم، أتبعه فيلم «قالت ليلا» والذي عرض في مهرجان صن دانس وغيره. أخرج دويري العام 2013 فيلمه «الصدمة» الذي أثار جدلا ومنع من العرض في لبنان ومعظم الدول العربية (باستثناء المغرب ودبي) لمشاهده التي صورها في تل أبيب وضواحيها. الفيلم مقتبس من قصة لياسمينة خضرا بنفس العنوان، وبلغت تكلفة انتاجه 1,5 مليون دولار بتمويل فرنسي ومصري ومركز الدوحة للأفلام. فيلمه التالي «علاقات خارجية»، أسند فيه دور البطولة للممثل الفرنسي جيرارد ديبارديو، وهو حول دبلوماسي فرنسي متقاعد ترسله الحكومة الأمريكية سرا لمفاوضة اتفاق بين إسرائيل ومنظمة التحرير الفلسطينية حول قطاع غزة والضفة الغربية. يقيم دويري في باريس. فيلمه الجديد «قضية رقم 23» أو The Insult.

## أفلامه
| اسم الفيلم                        | السنة | النوع               | الدور      | ملاحظات |
| --------------------------------- | ----- | ------------------- | ---------- | --- |
| بيروت الغربية                     | 1998  | دراما               | كاتب، مخرج | فاز بجائزة فرانسوا تشاليس من مهرجان كان السينمائي في عام 1998.                                                               |
| قالت ليلا                         | 2004  | دراما               | كاتب، مخرج | |
| الخلية النائمة (مسلسل تلفزيوني)   | 2005  | تنظيم مسلح          | مخرج       | حلقة "المهاجر" |
| الصدمة                            | 2012  | إثارة، سياسة، دراما | كاتب، مخرج | جراح عربي في تل أبيب يكتشف شيئا عن زوجته بعد تفجير انتحاري، استنادا إلى رواية ياسمينة خضرة.                                  |
| Affaire Étrangère (علاقات خارجية) | 2013  | إثارة، سياسة، دراما | كاتب، مخرج | فيلم فرنسي يحكي عن دبلوماسي فرنسي متقاعد (جيرارد ديبارديو)، أرسل سراً من قبل الأمريكيين للتفاوض على اتفاق إسرائيلي - فلسطيني. |
| Baron Noir                        | 2016  | دراما سياسية        | مخرج       | مسلسل على التلفزيون الفرنسي (8 حلقات) رشح - لجائزة ACS لأفضل مخرج                                                            |
| قضية رقم 23                       | 2017  | دراما               | كاتب، مخرج | |

### فيلم الصدمة
هو فيلم روائي طويل أطلق سنة 2012 مدته 102 دقيقة، مقتبس من رواية «الصدمة»، تأليف ياسمينة خضرا. الفيلم من إخراج زياد دويري وكتابته برفقة وجويل توما. الفيلم من إنتاج رشيد بوشارب وجان بريهات بالإضافة إلى تمويل فرنسي وقطري ومصري.

تمثيل: علي سليمان، ريموند عمسالم

القصة: يروي الفيلم قصة طبيب عربي إسرائيلي يكتشف أن زوجته نفذت عملية انتحارية في تل أبيب ويسعى إلى كشف الأسباب والأشخاص خلف هذه الحقيقة. وهو مقتبس عن رواية الكاتب الجزائري ياسمنية خضرا. أثار الفيلم جدلا في لبنان وعلى مواقع التواصل الاجتماعي بعد أن وافقت السلطات اللبنانية على عرضه ثم تراجعت ومنعته. بينما تلفى الفيلم ترحيبا في عدد من المهرجانات الفنية وفي مهرجانات في المغرب ودبي. طالب مكتب مقاطعة إسرائيل التابع للجامعة العربية الدول الأعضاء بمنع عرضه في الصالات المحلية، لأنه «قصد إسرائيل وصور مع بضعة ممثلين إسرائيليين» على حسب تعبير المخرج. الفيلم من إنتاج فرنسي. نال الفيلم الجائزة الكبرى في مهرجان مراكش

## روابط خارجية
- زياد دويري على موقع IMDb (الإنجليزية)
- زياد دويري على موقع ألو سيني (الفرنسية)
- زياد دويري على موقع أول موفي (الإنجليزية)
- زياد دويري على موقع قاعدة بيانات الأفلام السويدية (السويدية)
- زياد دويري على موقع قاعدة بيانات الفيلم (الإنجليزية)
- زياد دويري على موقع كينوبويسك (الروسية)